# Villa am Paradies

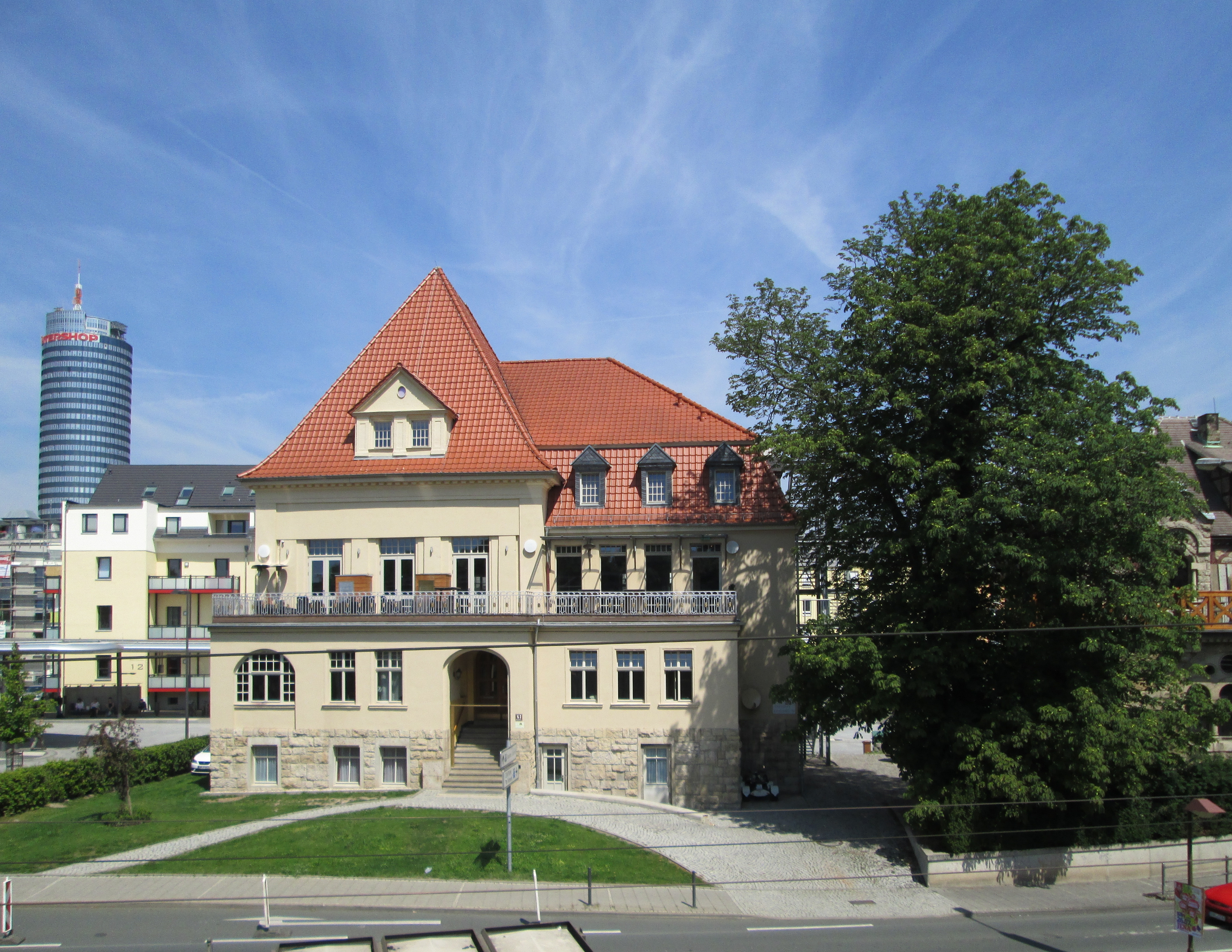
Villa am Paradies, Knebelstraße 3 in Jena

Die Villa am Paradies ist das 1911 erbaute ehemalige Corpshaus des Corps Franconia in Jena. Das Gebäude steht unter Denkmalschutz.
Nachdem dort während des Zweiten Weltkriegs unter anderem die Landesgruppen-Luftschutzschule beherbergt war, wurde es später unter anderem als Gebäude der SED-Kreisleitung genutzt, sowie Ende der 1990er Jahre etwa zehn Jahre lang als „Afro-Center“, das unter anderem einen Afrikaprojekttag mit einer Jenaer Schule sowie Trommelworkshops und schwarze Musik veranstaltete. Nach umfangreichen Renovierungen 2010–2011 wurde das Gebäude als „Villa am Paradies“ 2011 wiedereröffnet. Seit 2012 existiert im Sockelgeschoss des Hauses zusätzlich ein Hotel mit zehn Zimmern.
Auch wenn die Villa am Paradies zwischendurch aufwändig saniert wurde, hat die Nutzung des Gebäudes für Partys aller Art dem Haus sichtbar zugesetzt. Im April 2018 übernahm die Arena Betriebsgesellschaft mbH als neuer Pächter das Haus. Als reine Partylocation sollen die Räumlichkeiten der Villa am Paradies – die einen großen Ballsaal und eine Loftfläche sowie eine Terrasse, Barbereich und Küche umfassen – fortan nicht mehr genutzt werden. Vielmehr liegt der Fokus auf Hochzeiten, Geburtstagen, Firmenfeiern, kleinen Messen und Tagungen.
Die Villa am Paradies beherbergt neben dem Hotel nunmehr auch noch ein Schönheitsstudio und eine Arztpraxis, die mit den Renovierungsarbeiten im Jahr 2018 ihre Räumlichkeiten im Erdgeschoss bezogen.